# Dzser
Dzser király az ókori egyiptomi I. dinasztia egyik uralkodója. Nevét általában kányaként fordítják. Manethón királylistájában valószínűleg Kenkenés (görög írással: Κενκενης, Eratosztenésznél II. Athóthisz.

## Uralkodása
Hór-Aha utódjaként az abüdoszi ásatások előtt is valószínűsíthető volt, hogy az egyesített Egyiptom felett uralkodott, de az Abüdoszból előkerült, szereh-keretbe írt neve alapján már tényként kezelendő. Az abdui elefántcsonttábla feltehetően az alsó-egyiptomi Butó és Szau városokba tett látogatásáról számol be. A táblán feltűnik az alsó-egyiptomi vörös-korona ábrázolása is. Ezek a korai, piktografikus jelekkel írt feliratok még nehezen olvashatók és értelmezhetők, ezért némi bizonytalanság még van e kérdésben.
Dzser vádi-halfai sziklafelirata már régóta ismert, ez valószínűleg egy hadjáratát írja le, mivel vízbe hajított és a hajó orrához kötött embereket ábrázol.
Dzsernek Szakkarából is előkerült feliratos fatáblája, amelynek értelmezése máig vitatott, talán emberáldozatra utal. Dzser abdui sírja körül 300 melléktemetkezés található, amely szintén az emberáldozatok hagyományára mutat.

## Kapcsolódó szócikkek

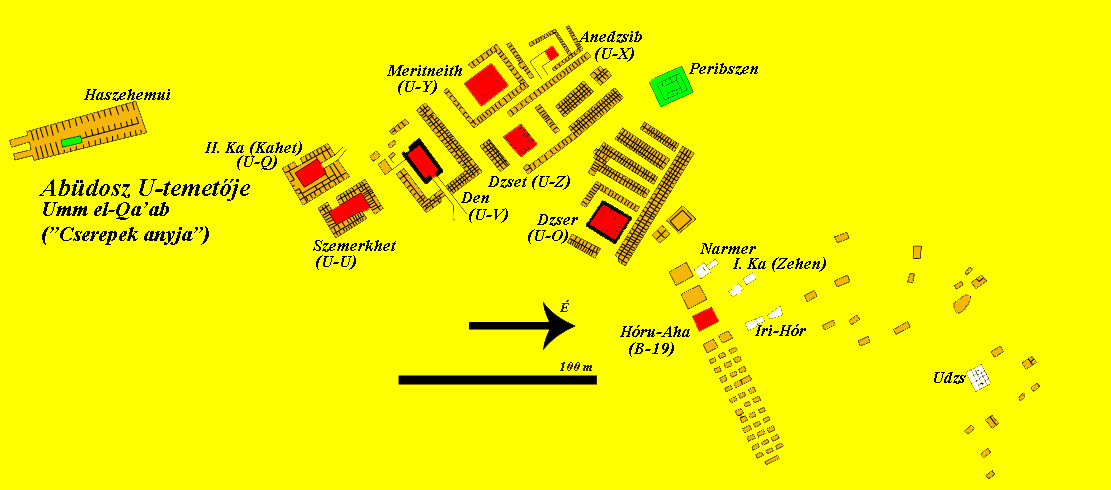
Az abüdoszi temető (Umm el-Kaáb) Dzser sírjával

## Jegyzetek

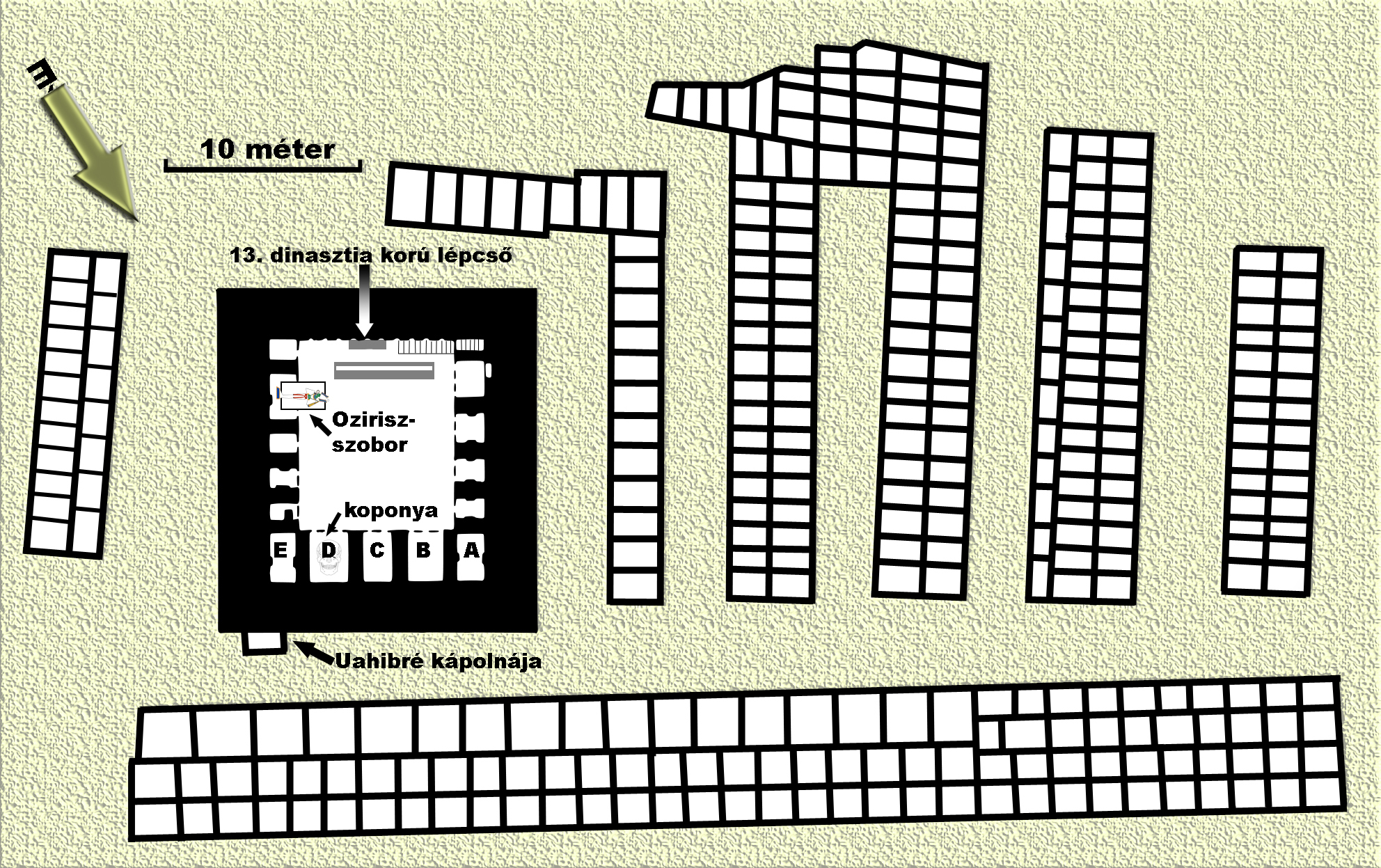
Dzser sírkomplexuma (U-O) Umm el-Kaábban

## Titulatúra
A fáraók titulatúrájának magyarázatát és történetét lásd az Ötelemű titulatúra szócikkben.
| G5 |

| G5 |

| M37 |

| M37 |

| M37 |

| M37 |

| G5 |

| G5 |

| M37 |

| M37 |

| M37 |

| M37 |

| G39 | N5 | \| \| |
|     |    |       |

|  |

| G39 | N5 | \| \| |
|     |    |       |

|  |

| M17 | U33 | X1 · Z4 |

| M17 | U33 | X1 · Z4 |

| M17 | U33 | X1 · Z4 |

| M17 | U33 | X1 · Z4 |

| M17 | U33 | X1 · Z4 |

| M17 | U33 | X1 · Z4 |

| M17 | U33 | X1 · Z4 |

| M17 | U33 | X1 · Z4 |

| G39 | N5 | \| \| |
|     |    |       |

|  |

| G39 | N5 | \| \| |
|     |    |       |

|  |

| M17 | U33 | X1 · Z4 |

| M17 | U33 | X1 · Z4 |

| M17 | U33 | X1 · Z4 |

| M17 | U33 | X1 · Z4 |

| M17 | U33 | X1 · Z4 |

| M17 | U33 | X1 · Z4 |

| M17 | U33 | X1 · Z4 |

| M17 | U33 | X1 · Z4 |